# 에도 번저

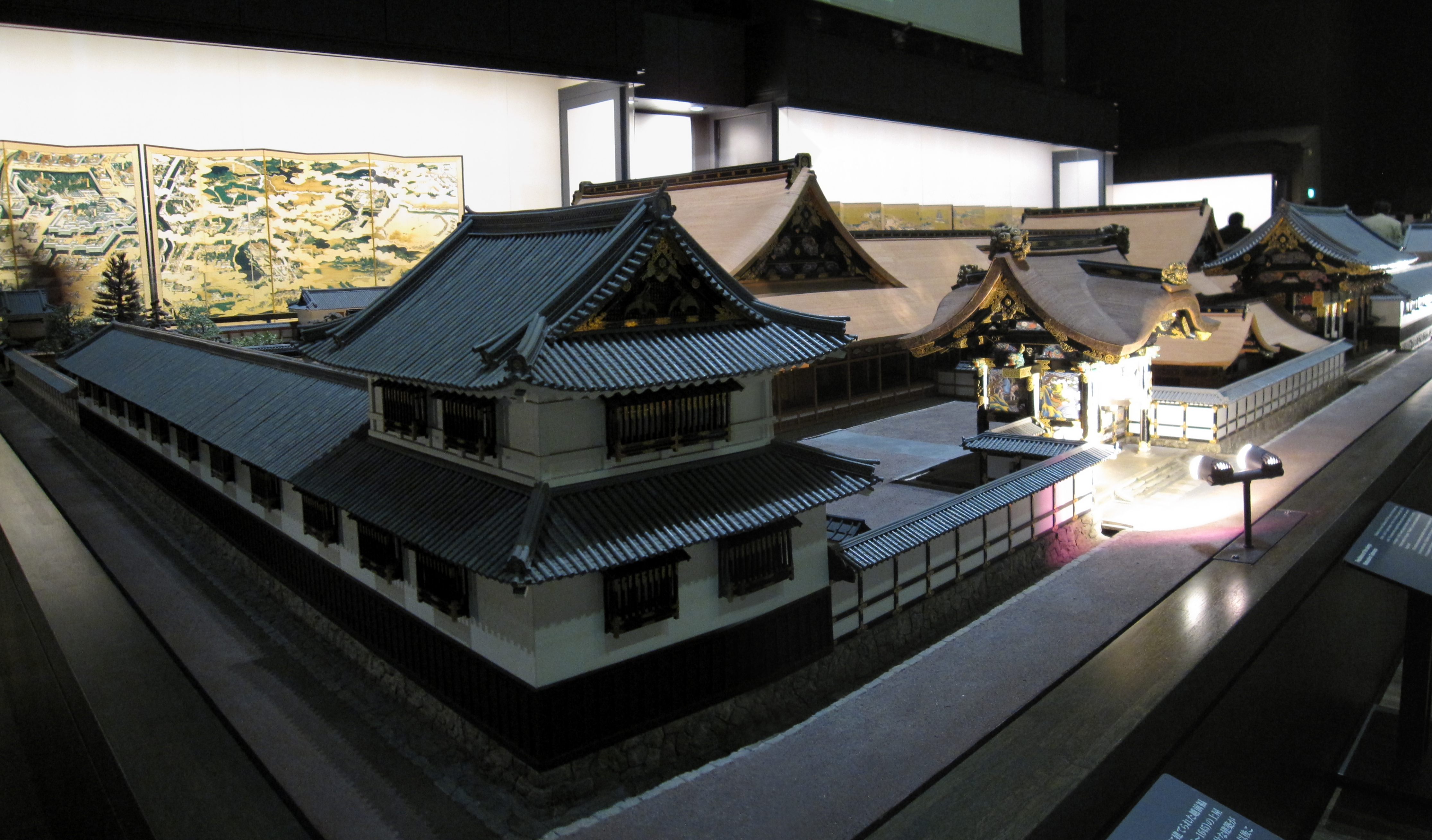
마츠다이라 타다마사 카미야시키 (류노구치 저택) 모형

에도 번저(江戸藩邸)는 에도시대에 에도에 있던 각 번의 저택이다. 다만, 에도시대 당시의 역사적 호칭이 아니라, 후세에 지어진 역사 용어이다. 당시에는 무가옥부(일본어: 武家屋敷 부케야시키[*]) 또는 에도 옥부(일본어: 江戸屋敷 에도야시키[*])로 불렸고, 개별 저택은 해당 저택을 사용하는 무가의 가명을 붙혀 ○○가 저택 등으로 불렸다.

## 개요
에도 시대, 에도에 상주하는 무가로는, 쇼군가와 직접 주종관계를 맺은 하타모토, 고케닌과 다이묘 및 그의 가신이 있었다. 이 중, 다이묘, 하타모토, 고케닌에게는 에도 막부로부터 저택 부지를 받았으며, 특히 다이묘의 저택은 번저로 불렸다.
통상, 다이묘에게는 에도성 주변부터 에도 교외에 이르기까지, 여러 개의 저택 부지가 주어졌다. 다이묘의 저택에는 용도와 에도성으로부터의 거리에 따라, 카미야시키(上屋敷), 나카야시키(中屋敷), 시모야시키(下屋敷) 등이 있으며, 이 모든 저택을 총칭해 에도 번저라고 부른다. 모든 다이묘가 카미,나카,시모 저택(야시키)을 가진 것은 아니었으며, 다이묘의 규모에 따라, 나카야시키가 없는 가문이나, 카미,나카 저택 외에 여러개의 시모야시키를 가진 가문 등 다양했다.
번저(藩邸)는 후세에 만들어진 말로, 혁사적으로는 동시대의 정확한 용어가 아니다. 이는, 막부로부터 받은 저택 부지는 "번 (번의 통치기구)"에 하사한 것이 아니라, "집안 (번의 영주)"에게 하사한 것이기 때문이다. 그때문에, 영주가 전봉(転封) 등에 의해 번을 바꾼 경우나, 신분을 바꾼 경우라도 소유자는 변하지 않고, 예를 들어 번주가 갑가(甲家)에서 을가(乙家)가 되었다고 해도, 지금까지의 이른바 「○번 번저」 (갑가의 에도야시키)의 소유자는 갑가인 채, 을가의 저택도 그대로다. 단, 막부의 명령에 따라 (상대바꿈 등) 신분에 상응하는 입지와 면적의 것으로 바꿀 수는 있었지만, 이들도 어디까지나 "집"에 대한 교환이었다.
위에 쓰인 것과 같이, 에도시대에는 번(행정조직, 행정상의 단위)이 소유한 저택(번저)라는 개념은 존재하지 않았으며, 에도 번저는 각 번주가의 에도야시키(江戸屋敷)로 불렸다. 개별 저택은 「◯◯가 야시키(◯◯家屋敷)」라고 불리며, 평소 여러 저택을 소유하기 때문에, 예를 들어 오와리번 도쿠가와가의 카미야시키면 "오와리 도쿠가와가 카미야시키(尾張徳川家카미야시키 )"가 되었다.
에도 저택 중, 카미야시키는 참근교대제도로 인해, 1년마다 (다이묘마다 다름) 에도와 본국을 오가는 다이묘의 거주지였다. 또, 다이묘의 정실, 적자는 인질로서 에도에 상주하는 것이 정해져 있어, 카미야시키에 거주했다. 가신으로 에도 가로, 에도 루스이역 (오죠시(御城使)) 등 에도에 재직했던 직책도 있지만, 많은 가신들은 다이묘의 참근 교대에 따라서 본국으로부터 에도로 옮겨, 하급 무사는 번저 안의 나가야(長屋) 등에 거주했다. 조쿄 원년 (1684년)의 토사번의 경우, 에도 번저 거주자는 3195명 (이 중 카미야시키 1683명)이었다. 다이묘에게는 본국의 거처와 마찬가지로 중요한 저택이었으며, 격식을 유지하기 위해 막대한 비용을 필요로 했다.

## 대표적인 에도 번저와 유적지의 현재
| 번         | 가문         | 저택의 종류   | 현재주소                    | 비고                                                    |
| ---------- | ------------ | ------------- | --------------------------- | ------------------------------------------------------- |
| 오와리번   | 도쿠가와가   | 카미야시키    | 신주쿠구 이치가야           | 방위성 청사                                             |
| 키슈번     | 도쿠가와가   | 카미야시키    | 미나토구 모토아카사카       | 아카사카 어용지, 영빈관 (구 아카사카 이궁)              |
| 미토번     | 도쿠가와가   | 카미야시키    | 분쿄구 코라쿠               | 코이시카와 코라쿠원, 도쿄돔, 코라쿠엔 유원지            |
| 카가번     | 마에다가     | 카미야시키    | 분쿄구 혼고                 | 도쿄대학 혼고캠퍼스                                     |
| 사이죠번   | 마츠다이라가 | 카미야시키    | 시부야구 시부야             | 아오야마가쿠인대학                                      |
| 후쿠오카번 | 쿠로다가     | 카미야시키    | 지요다구 카스미가세키       | 외무성 청사                                             |
| 요네자와번 | 우에스기가   | 카미야시키    | 지요다구 카스미가세키 1-1-1 | 법무성 청사                                             |
| 히로시마번 | 아사노가     | 카미야시키    | 지요다구 카스미가세키       | 국토교통성 청사                                         |
| 노베오카번 | 나이토가     | 카미야시키    | 지요다구 카스미가세키       | 카스미가세키 커먼게이트                                 |
| 히로시마번 | 아사노가     | 나카야시키 외 | 지요다구 나가타쵸           | 국회의사당                                              |
| 히코네번   | 이이가       | 카미야시키    | 지요다구 나가타쵸           | 국회전정 북지구 (켄세이 기념관 ← 육군성 청사, 참모본부) |